# 古川晴男

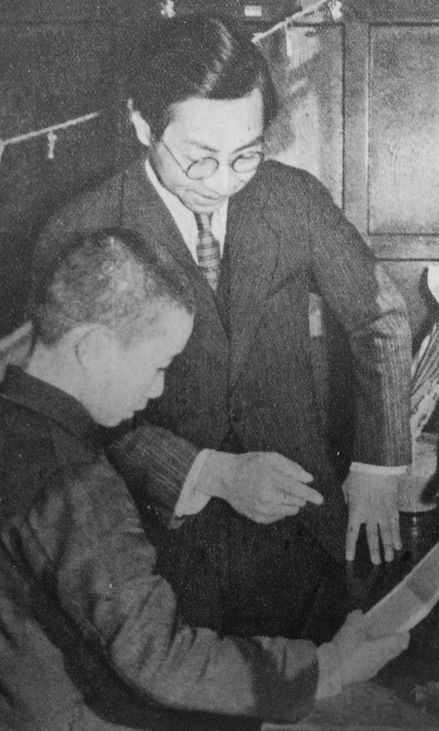
1948年

古川 晴男（ふるかわ はるお、1907年2月9日 - 1988年8月8日）は、日本の昆虫学者。東京学芸大学名誉教授。

## 略歴
東京府生まれ。松本高等学校理科乙類を経て、1931年、東京帝国大学理学部動物学科卒業。小石川植物園勤務。1941年理学博士の学位を取得。元東京学芸大学教授。1971年定年退官、名誉教授。
『ファーブル昆虫記』の子供向け翻訳で知られ、同書は現代日本においてもロングセラーとなっている。
没後正四位。

## 著書
- 『虫ノイロイロ』（西沢笛畝繪、大日本雄辯會講談社、講談社の繪本） 1941年
- 『私の昆虫記』（小峰書店、小学生文庫） 1950年
- 『アリの生活』（岩崎書店、少年の観察と実験文庫） 1951年
- 『昆虫の国巡礼』（筑摩書房、中学生全集） 1951年
- 『こん虫の世界 こん虫とその形』（中央公論社、ともだち文庫） 1951年
- 『みんなでやろうこん虫採集』（国土社、みつばち文庫） 1951年
- 『蟻の結婚』（法政大学出版局） 1953年
- 『虫の生活』（講談社の学習図鑑） 1953年
- 『こん虫採集ノート』（筑摩書房、小学生全集） 1954年
- 『ファーブル』（講談社、世界伝記全集） 1955年、のち火の鳥伝記文庫
- 『私たちのクラブ活動 3 理科』（三十書房） 1955年
- 『子供の昆虫学』（誠文堂新光社、ぼくらの科学文庫） 1956年
- 『虫の国・虫の生活』（偕成社、絵とき百科） 1956年
- 『りかあそび』（青葉書房、学級図書館） 1957年
- 『アリの国ものがたり』（大日本図書、ものがたり百科） 1958年
- 『生きものの冬ごし』（青葉書房、学級図書館） 1958年
- 『生命のかがやき』（筑摩書房、新中学生全集） 1959年
- 『ちからのつく生物』（国土社、中学生の学習文庫） 1959年
- 『ファーブル』（有斐閣、人と業績シリーズ） 1960年
- 『動物のいとなみ その生態と習性の本質』（内田老鶴圃、老鶴圃新書） 1961年
- 『昆虫の生態』（偕成社、少年少女図説シリーズ） 1962年
- 『昆虫の採集と観察』（国土社、みつばちぶっくす） 1963年
- 『虫の歳時記』（読売新聞社） 1967年
- 『つかまえようそだてよう昆虫大作戦』（フレーベル館、ナンバーワン・ブックス） 1975年

## 共編著
- 『南の動物』（高島春雄共著、光風館） 1942年
- 『昆虫』（編、研究社、日本生物誌） 1944年 - 1945年
- 『動物実習30題』（編、北隆館） 1951年
- 『昆虫の図鑑』（中山周平共著、小学館の学習図鑑シリーズ） 1956年
- 『ちからのつくりか 1 - 3年生』（編、国土社、みつばち学習クラブ） 1956年
- 『ちからのつく理科 4 - 7年生』（編、国土社、みつばち学習クラブ） 1957年
- 『おかしとくだもの』（野口弥吉共著、青葉書房、学級図書館） 1957年
- 『少年少女動物図解百科 とりかたとかいかた』（編、岩崎書店） 1957年
- 『はるのおがわ』（古川千鶴子共著、青葉書房、学級図書館） 1957年
- 『日本昆虫記』第1 - 第6（岩田久二雄, 安松京三共編、講談社教育図書出版部） 1959年、のちブルーバックス
- 『ぼくらの理科しらべ方事典』（田沢与光共著、岩崎書店） 1959年
- 『昆虫と植物』（矢島稔共著、小学館、科学図説シリーズ） 1962年
- 『原色昆虫百科図鑑』（長谷川仁, 奥谷禎一共編、集英社） 1965年

## 翻訳
- 『昆虫記』（ファーブル、訳編、河出書房、世界少年少女科学全集） 1954年
- 『極楽鳥の島々 マライ群島』（ウォーレス、河出書房、世界探検紀行全集） 1954年
- 『少年少女ファーブル昆虫記』全6巻（偕成社） 1962年 - 1963年
- 『ありとしろあり』（グイン・ビーバーズ、福音館の科学シリーズ） 1967年

## 参考
- トンボ歳時記 古川晴男
- 『アルペン颪 旧制高等学校物語 松本高校編』（財界評論新社） 1967年